# Herbita amicaria
Herbita amicaria är en fjärilsart som beskrevs av William Schaus 1912. Herbita amicaria ingår i släktet Herbita och familjen mätare. Inga underarter finns listade i Catalogue of Life.